# Bipalium fuscatum
Bipalium fuscatum és una espècie de planària terrestre bipalina que habita al Japó. Els espècimens de B. fuscatum mesuren entre 80 i 120 mm de longitud i entre 7 i 8 mm d'amplada. El cap és aplanat, de mida no gaire gran, i en forma de mitja lluna. També presenta unes aurícules curtes lleugerament recorbades. Com el seu propi nom específic indica, es tracta d'una espècie de coloració fosca. És l'espècie tipus de la subfamília.
B. fuscatum va ser descrita per Stimpson l'any 1857 a partir d'espècimens que es van trobar al Japó central. L'espècimen tipus de Stimpson es va perdre durant el gran incendi de Chicago, l'any 1871.